# Stanisław Medeksza
Stanisław  Kazimierz  Medeksza (ur. 19 czerwca 1942 w Wilnie, zm. 10 września 2011) – profesor nauk technicznych (architektury i urbanistyki) o specjalności historia architektury, konserwacja zabytków.

## Życiorys
Studia na Wydziale Architektury Politechniki Wrocławskiej ukończył w 1968 r. W listopadzie 1969 r. rozpoczął pracę w Instytucie Historii Architektury, Sztuki i Techniki. W 1977 r. obronił pracę doktorską, w 1992 na podstawie rozprawy Willa Tezeusza w Nea Pafos. Rezydencja antyczna uzyskał stopień naukowy doktora habilitowanego nauk technicznych. Tytuł profesora otrzymał w 2007 r.
W latach 70. współpracował z polskimi archeologami prowadzącymi wykopaliska w bułgarskim Novae. Około 1979 związał się z Centrum Archeologii Śródziemnomorskiej Uniwersytetu Warszawskiego w Kairze. Pełnił w nim funkcję naczelnego architekta. Brał udział w misjach archeologicznych w Tell-Atrib, Aleksandrii, Deir el-Bahari i innych. Był autorem niezrealizowanego projektu rekonstrukcji świątyni Tutmoziza III w Deir el-Bahari. Od 1980 przez trzy dekady uczestniczył w badaniach stanowiska archeologicznego w Nea Paphos. Brał też udział w badaniach Mauzoleum Qurqumasa w Kairze. Od lat 90. był kierownikiem Polsko-Egipskiej Misji Konserwatorskiej w Marina el-Alamein.
Wieloletni dziekan Wydziału Architektury. Funkcję tę sprawował w latach 1993-1996; 1996-1999; 2005-2008 i 2008-2011.
W 2005 odznaczony Brązowym Medalem „Zasłużony Kulturze Gloria Artis”.